# Dylan Walsh
Dylan Walsh, nato Charles Hunter Walsh (Los Angeles, 17 novembre 1963), è un attore statunitense, noto soprattutto per il suo ruolo nella serie televisiva Nip/Tuck, in cui interpreta il dottor Sean McNamara.

## Biografia
I suoi genitori prestavano servizio come impiegati nell'ambasciata statunitense in Etiopia, paese dove ha trascorso buona parte dell'infanzia. Intorno all'età di 10 anni, con la famiglia rientra negli Stati Uniti a Washington. Consegue il diploma di scuola media superiore presso la Annandale High School e la laurea in Letteratura inglese alla University of Virginia. Sua sorella, Alyson, è attrice e produttrice.
Dopo la laurea si trasferisce a New York per recitare a livello professionale. Fa la sua prima comparsa nel film televisivo Soldier Boys con James Earl Jones. Successivamente recita nel film Seduttore a domicilio (1989) e ottiene una parte nella serie televisiva Kate e Allie.
Dopo il 1989, anno in cui adotta il nome Dylan Walsh, continua a lavorare in film come Il matrimonio di Betsy (1990), Congo (1995), e recita nel ruolo del figlio di Paul Newman nel film La vita a modo mio (1994). Continua a fare anche apparizioni in famose serie televisive, fra cui Everwood.
Nel 2003 inizia a vestire i panni del dottor Sean McNamara in Nip/Tuck: questo ruolo gli viene affidato dal creatore della serie Ryan Murphy dopo che lo stesso lo incontra, e riconosce, in un bar.
Nel 1996 sposa l'attrice Melora Walters dalla quale ha due figli e da cui divorzia nel 2003. Dal 2004 al 2012 è stato sposato con l'attrice Joanna Going, da cui ha avuto una terza figlia. Dal 2012 è compagno della ex cameraman Leslie Bourque, dalla quale ha avuto altri due figli.

## Filmografia

### Cinema
- Seduttore a domicilio (Loverboy), regia di Joan Micklin Silver (1989)
- Il matrimonio di Betsy (Betsy's Wedding), regia di Alan Alda (1990)
- Artic Blue (Arctic Blue), regia di Peter Masterson (1993)
- La vita a modo mio (Nobody's Fool), regia di Robert Benton (1994)
- Congo, regia di Frank Marshall (1995)
- Eden, regia di Howard Goldberg (1996)
- A proposito di uomini (Men), regia di Zoe Clarke-Williams (1997)
- Final Voyage, regia di Jim Wynorski (1999)
- Deadly Little Secrets, regia di Fiona MacKenzie (2001)
- Jet Boy, regia di Dave Schultz (2001)
- We Were Soldiers - Fino all'ultimo uomo (We Were Soldiers), regia di Randall Wallace (2002)
- Debito di sangue (Blood Work), regia di Clint Eastwood (2002)
- Edmond, regia di Stuart Gordon (2005)
- La casa sul lago del tempo (The Lake House), regia di Alejandro Agresti (2006)
- Just Add Water, regia di Hart Bochner (2008)
- Il segreto di David - The Stepfather (The Stepfather), regia di Nelson McCormick (2009)
- Un anno da ricordare (Secretariat), regia di Randall Wallace (2010)
- Scambio mortale (Deadly Switch), regia di Svetlana Cvetko (2019)
- Alter Ego, regia di Ezio Massa (2020)

### Televisione
- Kate e Allie (Kate & Allie) – serie TV, 4 episodi (1987-1989)
- Oltre i limiti (The Outer Limits) – serie TV (1998)
- Everwood – serie TV, episodi 1x14-1x22-2x17 (2003-2004)
- Nip/Tuck – serie TV, 100 episodi (2003-2010)
- Law & Order - Unità vittime speciali (Law & Order: Special Victims Unit) – serie TV, 3 episodi (2007-2018)
- CSI - Scena del crimine (CSI: Crime Scene Investigation) – serie TV, episodio 13x08 (2012)
- Revenge – serie TV, episodi 2x11-2x12 (2013)
- Castle – serie TV, episodi 5x15-5x16 (2013)
- Unforgettable – serie TV, 61 episodi (2011-2016)
- Motive – serie TV, episodio 3x04 (2015)
- NCIS: New Orleans – serie TV, 3 episodi (2015)
- Designated Survivor – serie TV, 1 episodio (2016)
- Longmire – serie TV, 3 episodi (2016)
- When We Rise – miniserie TV (2017)
- Chicago Justice – serie TV, episodio 1x12 (2017)
- Life Sentence – serie TV, 13 episodi (2018)
- Superman & Lois – serie TV, 43 episodi (2021-2023)

## Doppiatori italiani
Nelle versioni in italiano delle opere in cui ha recitato, Dylan Walsh è stato doppiato da:
- Francesco Prando in Una rapina quasi perfetta, Unforgettable, Life Sentence, Blue Bloods, Superman & Lois
- Stefano Benassi ne La vita a modo mio, Congo, Whiskey Cavalier, When We Rise
- Andrea Ward ne La legge di Bird, Un anno da ricordare
- Lorenzo Scattorin in Nip/Tuck, Just Add Water
- Gaetano Varcasia in Law & Order - Unità vittime speciali (ep. 8x20), Castle
- Teo Bellia in Everwood
- Fabrizio Temperini in Artic Blue
- Sandro Acerbo ne La casa sul lago del tempo
- Fabio Boccanera in A proposito di uomini
- Massimo De Ambrosis ne Il segreto di David - The Stepfather
- Riccardo Niseem Onorato in Edmond
- Marco Bolognesi in Divisi dall'odio
- Edoardo Nordio in CSI - Scena del crimine
- Luca Biagini in Motive
- Paolo Maria Scalondro in Designated Survivor
- Stefano Alessandroni in NCIS: New Orleans (ep. 1x17)
- Andrea Lavagnino in NCIS: New Orleans (ep. 1x21-1x22-1x23)
- Mario Cordova in Chicago Justice
- Fabrizio Pucci in Law & Order - Unità vittime speciali (ep. 20x01-20x02)